# Domini de primer nivell territorial
|  | Per una taula amb els dominis de primer nivell territorial, vegeu Llista de dominis de primer nivell territorial |

Un domini de primer nivell territorial (ccTLD, per "country code top-level domain") és un domini d'Internet que s'utilitza o està reservat per a un país, estat sobirà o un territori dependent.
Tots els identificadors de ccTLD en ASCII tenen dues lletres, i tots els dominis de primer nivell de dues lletres són ccTLDs. El 2010, la Internet Assigned Numbers Authority (IANA) va començar a implementar noms de domini internacionalitzats de primer nivell, que consistien en caràcters en llengua pròpia quan es veien en una aplicació d'usuari. La creació i la delegació de ccTLDs es descriu a la RFC 1591, que equival als codis de país ISO 3166-1 alfa-2.

## Delegació i gestió
La IANA té la responsabilitat de determinar el gestor apropiat per a cada ccTLD. Després se li delega l'administració i el control a aquest gestor, que passa a ser responsable de la política i el funcionament del domini. La delegació actual de cada domini es pot obtenir a la llista que manté la IANA. Cada ccTLD pot tenir requeriments i tarifes propis per al registre de subdominis. Pot ser que calgui presència al país (per exemple, ciutadania, o alguna altra relació), o el registre pot ser obert.

## Història
Els primers ccTLD que es van registrar foren .uk, .us i .il, tots el 1985. El 1986, es van registrar .au, .de, .fi, .fr, .jp, .kr, .nl i .se.

## Relació amb ISO 3166-1
| «                      | La IANA no es dedica a decidir què és un país, i què no. La selecció de la llista ISO 3166 com a base dels dominis territorials de primer nivell es va prendre sabent que ISO té un procediment per a determinar quines entitats han de ser en aquesta llista, i quines no. | » |
| — Jon Postel, RFC 1591 | |   |

### Codis ISO 3166-1 no utilitzats
Gairebé tots els codis ISO 3166-1 actuals s'han assignat i existeixen al DNS. Això no obstant, n'hi ha uns quants que a la pràctica no s'utilitzen. En concret, els ccTLDs de la dependència noruega Bouvet (bv) i la designació Svalbard i Jan Mayen (sj) existeixen al DNS, però no s'hi ha assignat cap subdomini, i no està previst d'assignar-ne cap de moment. Dos territoris francesos, bl (Saint Barthélemy) i mf (Saint Martin), encara esperen que el govern de França els assigni.
El codi eh, encara que podria ser el ccTLD del Sàhara Occidental, no s'ha assignat mai i no existeix al DNS. L'any 2010 hi havia un sol domini (dra.hmg.gb) registrat a gb (ISO 3166-1 per al Regne Unit) i no s'hi acceptaven nous registres. Ara aquest registre ja està donat de baixa. Els webs del Regne Unit solen utilitzar uk (vegeu més avall).
L'antic ccTLD .um de les Illes d'Ultramar Menors dels Estats Units es va esborrar l'abril de 2008. Amb les regles de l'RFC 1591, .um es pot tornar a posar en marxa si ho demana una agència governamental apropiada i la comunitat local d'usuaris d'Internet.

### ccTLDs ASCII que no són a ISO 3166-1
Hi ha alguns ccTLDs ASCII en ús que no són codis de dues lletres ISO 3166-1. Alguns d'aquests codis estaven especificats a versions més antigues de la llista ISO.
- uk (Regne Unit, "United Kingdom"): El codi ISO 3166-1 del Regne Unit és GB. Però la xarxa JANET ja havia agafat uk com a identificador de primer nivell per al seu esquema de registre de noms anterior, i es va incorporar tal com estava a l'arrel del DNS. gb es va assignar amb la intenció de fer-hi una transició, però no es va arribar a fer, i ara l'ús d'uk està molt arrelat.
- su: Aquest codi ISO 3166 corresponia a la Unió Soviètica i es va assignar quan encara existia; encara s'hi accepten nous registres .su.
- ac (Illa de l'Ascensió): aquest codi és un vestigi de la decisió de la IANA's de 1996 de permetre l'ús de codis reservats a la llista ISO 3166-1 alfa-2 per a l'ús de la Unió Postal Universal. La decisió es va fer enrere, i l'únic territori que ha quedat és l'Illa de l'Ascensió. (N'hi havia tres més, gg (Guernsey), im (Illa de Man) i je (Jersey) que van estar en aquesta situació des de 1996, fins que van obtenir codis ISO 3166 el març de 2006).
- eu (Unió Europea): El 25 de setembre de 2000, la ICANN va decidir de permetre l'ús de qualsevol codi de dues lletres de la llista de "reservats per a qualsevol finalitat" de l'ISO 3166-1. Actualment, només EU compleix aquest criteri. Després d'una decisió del Consell de Ministres de Telecomunicacions de la Unió Europea, el març de 2002, es van anar seguint lentament els passos corresponents per crear el registre: la Comissió Europea va triar un registrador (anomenat EURid), i es van reglamentar els criteris per a la reserva de dominis: ICANN va aprovar eu com a ccTLD, i es va obrir al registre el 7 de desembre de 2005 per als qui hi tenien drets adquirits. Des del 7 d'abril de 2006, el registre està obert a tothom.
- tp (l'antic codi ISO 3166-1 per a Timor Oriental): es va retirant a favor de tl des de 2005.

### ccTLDs històrics
Dos ccTLDs s'han esborrat després de retirar-se'n el codi de dues lletres d'ISO 3166-1: cs (de Txecoslovàquia) i zr (de Zaire). Pot haver-hi un retard notable entre la retirada de l'ISO 3166-1 i l'esborrat del DNS; per exemple, ZR va treure's d'ISO 3166-1 el 1997, però el ccTLD zr no es va esborrar fins al 2001. D'altres ccTLDs que corresponen a codis obsolets ISO 3166-1 encara no s'han esborrat. En alguns casos, pot ser que no s'arribin a esborrar mai, pels problemes que provocaria en ser dominis molt utilitzats. En concret, el ccTLD de la Unió Soviètica, su continua fent-se servir més d'una dècada després de treure's de l'ISO 3166-1.
Els codis de país històrics dd de la República Democràtica Alemanya i yd de Iemen del Sud podien haver tingut ccTLD, però no es va arribar a crear; s'han utilitzat de i ye.
La reassignació temporal del codi de país cs (Sèrbia i Montenegro) fins que es va dividir entre rs i me (Sèrbia i Montenegro, respectivament) va provocar polèmiques sobre l'estabilitat dels codis de país ISO 3166-1, amb el resultat d'una segona edició d'ISO 3166-1 el 2007 amb una garantia que els codis retirats no es tornaran a assignar almenys durant 50 anys, i la substitució de l'RFC 3066 per l'RFC 4646 per als codis de país que s'utilitzen a les etiquetes de llengua el 2006.
ISO va esborrar l'antic codi ISO 3166-1 de Iugoslàvia, YU, el 23 de juliol de 2003, però el ccTLD yu va continuar funcionant. Finalment, al cap d'una transició de dos anys al rs serbi i el me montenegrí, el domini .yu es va retirar el març de 2010.
A Austràlia li van assignar al principi el codi de país oz, que més endavant es va canviar a au, i els dominis .oz es van moure a .oz.au.

## ccTLDs internacionalitzats
Un domini de primer nivell territorial internacionalitzat (IDN ccTLD) és un domini de primer nivell amb un nom de domini codificat de manera especial, perquè en una aplicació d'usuari (com ara un navegador) surti en la manera d'escriure nativa, sigui un alfabet, com per exemple l'àrab, o un sistema d'escriptura com els caràcters xinesos. Els IDN ccTLDs són una aplicació del sistema de noms de domini internacionalitzats als dominis de primer nivell.
La ICANN va començar a acceptar sol·licitud d'IDN ccTLDs el novembre de 2009, i va instal·lar el primer conjunt al sistema DNS el maig de 2010. El primer conjunt era un grup de noms àrabs per als països d'Egipte, Aràbia Saudita i els Emirats Àrabs Units. El maig de 2010, ja hi havia 21 països que havien fet la sol·licitud a ICANN, en onze llengües diferents.
ICANN requereix que tots els dominis de primer nivell internacionalitzats utilitzin com a mínim una lletra que no s'assembli a una de l'alfabet llatí, o que tinguin com a mínim tres lletres, per tal d'evitar atacs amb noms homògrafs. Tanmateix, això no protegeix aquest tipus d'atacs entre dos alfabets no llatins que tinguin lletres semblants, com per exemple el ciríl·lic i el grec, per exemple.

## Usos no convencionals
No sempre s'utilitza el domini de primer nivell per al propi país, sinó que de vegades s'aprofita per fer jocs de paraules en altres llengües. Exemples en anglès són I.am, tip.it, start.at i go.to, però també hi ha pagina.de. En alguns casos es combina el nom de nivell dos amb el ccTLD per formar una sola paraula, com per exemple blo.gs de les Illes Geòrgia del Sud i Sandwich del Sud (gs), youtu.be de Bèlgica (be), del.icio.us dels Estats Units (us), i cr.yp.to de Tonga (to). El domini .co de Colòmbia es considera un possible competidor dels domini .com, perquè pot ser una abreviatura de company (empresa, en anglès).
Alguns ccTLDs també es poden utilitzar per aprofitar errors de tecleig. El domini cm del Camerun ha aixecat interès, per la possibilitat que la gent es descuidi la lletra o del com.